# Raasujärvi
Raasujärvi är en sjö i Finland. Den ligger i kommunen Kittilä i landskapet Lappland, i den norra delen av landet, 800 km norr om huvudstaden Helsingfors. Raasujärvi ligger 209,4 meter över havet. Den är 1,5 meter djup. Arean är 50,7 hektar och strandlinjen är 3,12 kilometer lång. Sjön  ingår i Kemi älvs huvudavrinningsområde. 